# Forteresse de Kristiansten

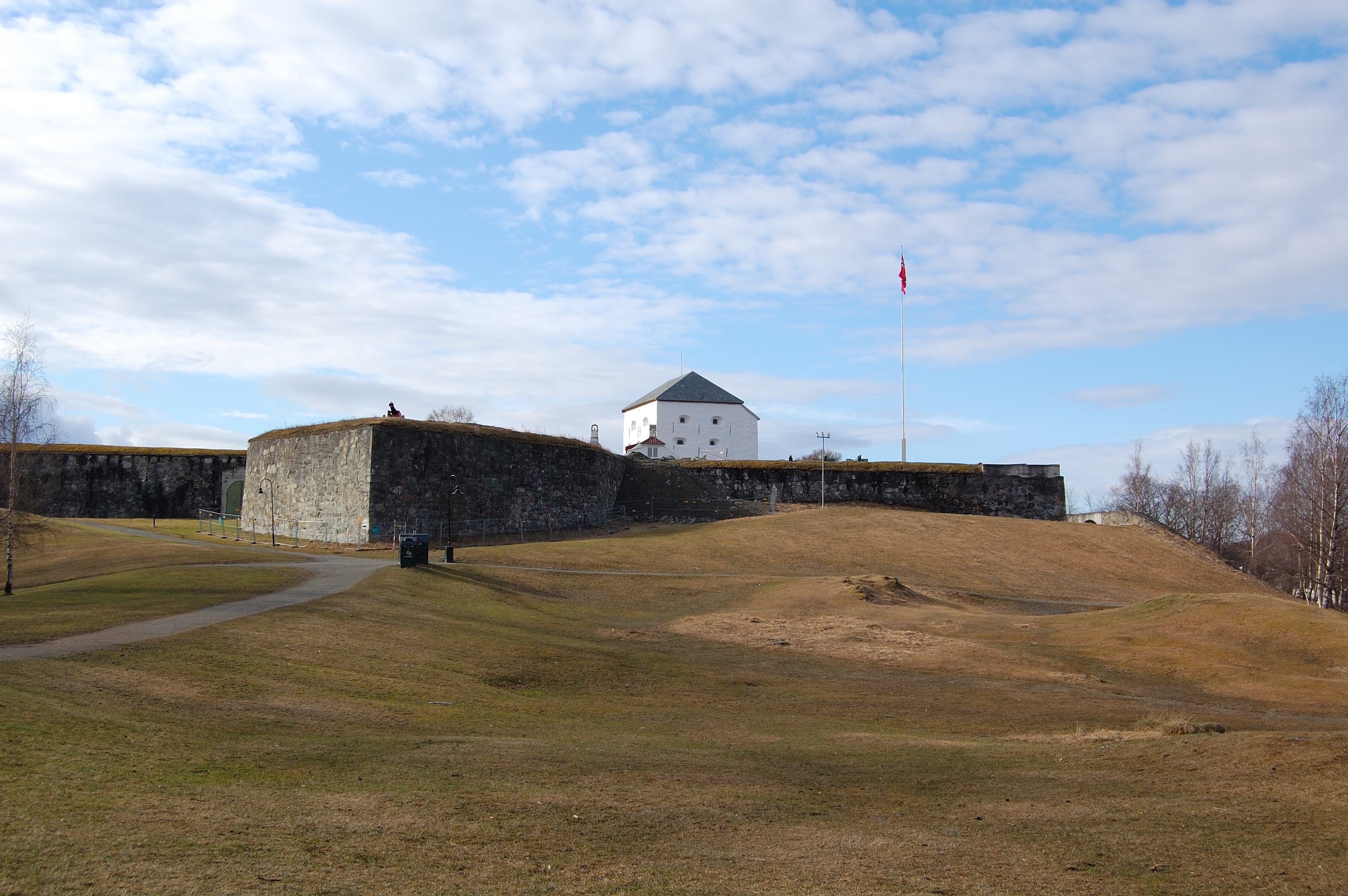
Vue de l'intérieur de la forteresse de Kristiansten.

La forteresse Kristiansten (Kristiansten Festning en norvégien) est un ouvrage militaire situé sur une colline de la ville de Trondheim, en Norvège.
La forteresse fut construite en 1681, après l'incendie de la ville, pour la protéger des invasions venues de l'est. La construction se termina en 1685. Elle remplit parfaitement son rôle en 1718 quand les forces suédoise assiégèrent Trondheim. L'ouvrage fut démobilisé en 1816 par le roi Charles Jean.